# Torre di Hillbrow
La Torre di Hillbrow (in inglese: Hillbrow Tower) è una torre per telecomunicazioni di Johannesburg in Sudafrica.

## Storia
I lavori di costruzione dell'edificio iniziarono a giugno 1968 e si conclusero ad aprile 1971, costando circa 2 milioni di Rand (equivalenti, all'epoca, a circa 2,8 milioni di dollari statunitensi).

## Descrizione
La torre è alta 270 metri.